# Платт, Марк (продюсер)
Марк Э. Платт (англ. Marc E. Platt), также известен как Марк Платт (англ. Marc Platt) (род. 14 апреля 1957) — американский продюсер, работающий в кино, театре и на телевидении. Четыре фильма, которые он продюсировал, — «Шпионский мост», «Ла-Ла Ленд», «Суд над чикагской семёркой» и «Злая: Сказка о ведьме Запада» — были номинированы на премию «Оскар» за лучший фильм. Он выиграл премию «Тони» за лучший мюзикл за работу в качестве продюсера мюзикла Дэвида Язбека «Визит оркестра» и получившего пулитцеровскую премию мюзикла Майкла Р. Джексона «Вечная петля».

## Ранняя жизнь
Марк Платт родился и вырос в консервативном еврейском доме в Пайксвилле, штат Мэриленд, в семье Сью Эллен (урождённая Сеззин) (англ. Sue Ellen (née Sezzin)), школьной учительницы, и Ховарда Платта (англ. Howard Platt), который работал в розничной торговле обувью. У него есть старший брат и младшая сестра. Он окончил Pikesville High School (с англ. — «Средняя школа Пайксвилля») в 1975 году и Пенсильванский университет в 1979 году, где он был членом University of Pennsylvania Glee Club (с англ. — «Хоровой клуб Пенсильванского университета»). Затем он получил степень доктора юридических наук в Школе права Нью-Йоркского университета и начал свою карьеру в качестве адвоката в области индустрии развлечений.

## Карьера
Он начал работать продюсером в театре, прежде чем перейти в кино. Он был президентом по производству трёх киностудий: Orion Pictures, TriStar Pictures и Universal Studios. С тех пор Платт основал свою собственную продюсерскую компанию, Marc Platt Productions, в рамках Universal и продолжает заниматься творческими проектами. Его компания отвечает за фильмы «Блондинка в законе» и мини-сериал HBO «Эмпайр Фоллз».
Он был исполнительным продюсером двухсерийной документальной драмы «Путь к 11 сентября», показанной на ABC в пятилетнюю годовщину 11 сентября 10 и 11 сентября 2006 года. Фильм вызвал споры, и его обвинили в том, что он имеет политическую повестку дня и выдумывает события, приведшие к терактам 11 сентября 2001 года, особенно те, в которых участвовала администрация Клинтона.
Платт также является продюсером бродвейского хит-мюзикла «Злая» и бродвейского возрождающего мюзикла «Приятель Джои» с Roundabout Theatre Company.

## Личная жизнь
Марк Платт и его жена Джули (урождённая Берен) (англ. Julie (née Beren)), также выпускница и попечитель пенсильванского университета, живут в районе Лос-Анджелеса. Они профинансировали строительство помещения для репетиций и выступлений исполнительского искусства на территории кампуса, Platt Student Performing Arts House (с англ. — «Студенческий дом исполнительских искусств Платтов»). Платт является выпускником и сторонником Penn Glee Club. С момента основания его компания принимала как минимум одного студента-стажёра из пенсильванского университета в год.
У Платтов пятеро детей, включая актёра и певца Бена Платта.

## Фильмография
Марк был продюсером всех фильмов, если не указано иное.

### Кино
| Год  | Фильм                                                    | Работа                  | Заметки                  |
| ---- | -------------------------------------------------------- | ----------------------- | ------------------------ |
| 1987 | Человек с кампуса                                        | Исполнительный продюсер |                          |
| 2001 | Джози и кошечки                                          |                         |                          |
| 2001 | Блондинка в законе                                       |                         |                          |
| 2003 | Блондинка в законе 2                                     |                         |                          |
| 2003 | Лапочка                                                  |                         |                          |
| 2005 | Правила секса 2: Хэппиэнд                                | Сопродюсер              |                          |
| 2005 | Идеальный мужчина                                        |                         |                          |
| 2007 | Восход тьмы                                              |                         |                          |
| 2008 | Особо опасен                                             |                         |                          |
| 2008 | Рэйчел выходит замуж                                     |                         |                          |
| 2009 | Блондинки в законе                                       |                         | Непосредственно на видео |
| 2009 | Любовь и прочие обстоятельства                           |                         |                          |
| 2009 | Девять                                                   |                         |                          |
| 2010 | Двойной КОПец                                            |                         |                          |
| 2010 | Скотт Пилигрим против всех                               |                         |                          |
| 2010 | Двойная жизнь Чарли Сан-Клауда                           |                         |                          |
| 2011 | Драйв                                                    |                         |                          |
| 2011 | Лапочка 2: Город танца                                   | Исполнительный продюсер |                          |
| 2013 | Улики                                                    |                         |                          |
| 2013 | Два ствола                                               |                         |                          |
| 2014 | Однажды в Нью-Йорке                                      |                         |                          |
| 2014 | Любовь сквозь время                                      |                         |                          |
| 2014 | Не видать нам Париж как своих ушей                       | Исполнительный продюсер |                          |
| 2014 | Как поймать монстра                                      |                         |                          |
| 2014 | Пересмешник                                              |                         |                          |
| 2014 | Чем дальше в лес…                                        |                         |                          |
| 2014 | Шесть уроков танцев за шесть недель                      | Исполнительный продюсер |                          |
| 2015 | Рики и Флэш                                              |                         |                          |
| 2015 | Шпионский мост                                           |                         |                          |
| 2016 | Ла-Ла Ленд                                               |                         |                          |
| 2016 | Лапочка 3                                                | Исполнительный продюсер | Непосредственно на видео |
| 2016 | Девушка в поезде                                         |                         |                          |
| 2016 | Долгая прогулка Билли Линна в перерыве футбольного матча |                         |                          |
| 2018 | Отель «Артемида»                                         |                         |                          |
| 2018 | Счастье в волосах                                        |                         |                          |
| 2018 | Мэри Поппинс возвращается                                |                         |                          |
| 2019 | Аладдин                                                  | Исполнительный продюсер |                          |
| 2020 | Суд над чикагской семёркой                               |                         |                          |
| 2021 | Сила грома                                               |                         |                          |
| 2021 | Круэлла                                                  |                         |                          |
| 2021 | Дорогой Эван Хансен                                      |                         |                          |
| 2022 | Лучше Нейт, чем когда-либо                               |                         |                          |
| 2022 | Вавилон                                                  |                         |                          |
| 2023 | Русалочка                                                |                         |                          |
| 2025 | Как приручить дракона                                    |                         |                          |

Благодарности
| Год  | Фильм          | Роль                                          |
| ---- | -------------- | --------------------------------------------- |
| 1991 | Семейка Аддамс | Особые благодарности                          |
| 2016 | Комик          | Продюсеры выражают благодарность за их помощь |

### Телевидение
| Год     | Программа                                                    | Работа                  | Заметки                  |
| ------- | ------------------------------------------------------------ | ----------------------- | ------------------------ |
| 2002    | Медики                                                       | Исполнительный продюсер |                          |
| 2003    | Mr. Ambassador (с англ. — «Мистер посол»)                    | Исполнительный продюсер | Телефильм                |
| 2003    | Legally Blonde (с англ. — «Блондинка в законе»)              | Исполнительный продюсер | Телевизионный пилот      |
| 2005    | Эмпайр Фоллз                                                 | Исполнительный продюсер |                          |
| 2005    | Однажды на матрасе                                           | Исполнительный продюсер | Телефильм                |
| 2006    | Путь к 11 сентября                                           | Исполнительный продюсер |                          |
| 2009−10 | Taking the Stage (с англ. — «Выход на сцену»)                | Исполнительный продюсер |                          |
| 2016    | Бриолин: Вживую                                              | Исполнительный продюсер | Телевизионный спецвыпуск |
| 2017    | В эфире «Рождественская история»                             | Исполнительный продюсер | Телевизионный спецвыпуск |
| 2018    | Иисус Христос – суперзвезда. Концерт                         | Исполнительный продюсер | Телевизионный спецвыпуск |
| 2018    | A Very Wicked Halloween (с англ. — «Очень злобный Хэллоуин») | Исполнительный продюсер | Телевизионный спецвыпуск |
| 2019    | Богема: Наживо                                               | Исполнительный продюсер | Телевизионный спецвыпуск |
| 2021    | Осло                                                         | Исполнительный продюсер | Телефильм                |
| 2023    | Скотт Пилигрим жмёт на газ                                   | Исполнительный продюсер |                          |

## Театральные и музыкальные постановки
- 1983: Total Abandon (с англ. — «Полный отказ») (пьеса, ассоциированный продюсер)
- 2003—н.в.: Злая (мюзикл)
- 2006: Три дня дождя[англ.] (пьеса)
- 2008—2009: Приятель Джои (мюзикл, ассоциированный продюсер)
- 2014: Если/Затем (мюзикл)
- 2016: О, Привет[англ.] (пьеса)
- 2017: Боевая раскраска[англ.] (мюзикл)
- 2017: Неприличная[англ.] (пьеса)
- 2017—2019: Визит оркестра[англ.] (мюзикл)
- 2021—н.в.: Вечная петля[англ.] (мюзикл)

## Награды и номинации
Как продюсер, Марк получал награды и номинации за работы, которые он продюсировал как продюсер или как исполнительный продюсер
| Год  | Награда                | Категория                                  | Работа                               | Результат | Пр.           |
| ---- | ---------------------- | ------------------------------------------ | ------------------------------------ | --------- | ------------- |
| 2016 | «Оскар»                | Лучший фильм                               | Шпионский мост                       | Номинация | [ 11 ]        |
| 2017 | «Оскар»                | Лучший фильм                               | Ла-Ла Ленд                           | Номинация | [ 12 ]        |
| 2021 | «Оскар»                | Лучший фильм                               | Суд над чикагской семёркой           | Номинация | [ 13 ]        |
| 2002 | «Золотой глобус»       | Лучший фильм — мюзикл или комедия          | Блондинка в законе                   | Номинация | [ 14 ]        |
| 2006 | «Золотой глобус»       | Лучший мини-сериал или телефильм           | Эмпайр Фоллз                         | Победа    | [ 15 ]        |
| 2010 | «Золотой глобус»       | Лучший фильм — мюзикл или комедия          | Девять                               | Номинация | [ 16 ]        |
| 2015 | «Золотой глобус»       | Лучший фильм — мюзикл или комедия          | Чем дальше в лес…                    | Номинация | [ 17 ]        |
| 2017 | «Золотой глобус»       | Лучший фильм — мюзикл или комедия          | Ла-Ла Ленд                           | Победа    | [ 18 ]        |
| 2019 | «Золотой глобус»       | Лучший фильм — мюзикл или комедия          | Мэри Поппинс возвращается            | Номинация | [ 19 ]        |
| 2021 | «Золотой глобус»       | Лучший фильм — драма                       | Суд над чикагской семёркой           | Номинация | [ 20 ]        |
| 2012 | BAFTA                  | Лучший фильм                               | Драйв                                | Номинация | [ 21 ]        |
| 2016 | BAFTA                  | Лучший фильм                               | Шпионский мост                       | Номинация | [ 22 ]        |
| 2017 | BAFTA                  | Лучший фильм                               | Ла-Ла Ленд                           | Победа    | [ 23 ]        |
| 2019 | Детская премия BAFTA   | Художественный фильм                       | Мэри Поппинс возвращается            | Номинация | [ 24 ]        |
| 2021 | BAFTA                  | Лучший фильм                               | Суд над чикагской семёркой           | Номинация | [ 25 ]        |
| 2005 | Прайм-тайм «Эмми»      | Лучший мини-сериал                         | Эмпайр Фоллз                         | Номинация | [ 26 ]        |
| 2016 | Прайм-тайм «Эмми»      | Лучшая программа специального типа         | Бриолин: Вживую                      | Номинация | [ 27 ]        |
| 2018 | Прайм-тайм «Эмми»      | Лучший варьете спецвыпуск (в прямом эфире) | Иисус Христос – суперзвезда. Концерт | Победа    | [ 28 ]        |
| 2019 | Прайм-тайм «Эмми»      | Лучший варьете спецвыпуск (в прямом эфире) | Богема: Наживо                       | Победа    | [ 29 ]        |
| 2021 | Прайм-тайм «Эмми»      | Лучший телефильм                           | Осло                                 | Номинация | [ 30 ]        |
| 2006 | Гильдия продюсеров США | Лучший телепроект, длинная форма           | Эмпайр Фоллз                         | Номинация | [ 31 ] [ 32 ] |
| 2016 | Гильдия продюсеров США | Лучший театральный фильм                   | Шпионский мост                       | Номинация | [ 33 ]        |
| 2017 | Гильдия продюсеров США | Лучший театральный фильм                   | Ла-Ла Ленд                           | Победа    | [ 34 ]        |
| 2021 | Гильдия продюсеров США | Лучший театральный фильм                   | Суд над чикагской семёркой           | Номинация | [ 35 ]        |
| 2004 | «Тони»                 | Лучший мюзикл                              | Злая                                 | Номинация | [ 36 ]        |
| 2009 | «Тони»                 | Лучший возрождённый мюзикл                 | Приятель Джои                        | Номинация | [ 37 ]        |
| 2017 | «Тони»                 | Лучшая пьеса                               | Неприличная                          | Номинация | [ 38 ]        |
| 2018 | «Тони»                 | Лучший мюзикл                              | Визит оркестра                       | Победа    | [ 39 ]        |
| 2022 | «Тони»                 | Лучший мюзикл                              | Вечная петля                         | Победа    | [ 40 ]        |
| 2004 | «Драма Деск»           | Лучший мюзикл                              | Злая                                 | Победа    | [ 41 ]        |
| 2009 | «Драма Деск»           | Лучший возрождённый мюзикл                 | Приятель Джои                        | Номинация | [ 42 ]        |
| 2017 | «Драма Деск»           | Лучшая пьеса                               | Неприличная                          | Номинация | [ 43 ]        |